# プラット・アンド・ホイットニー JT3C

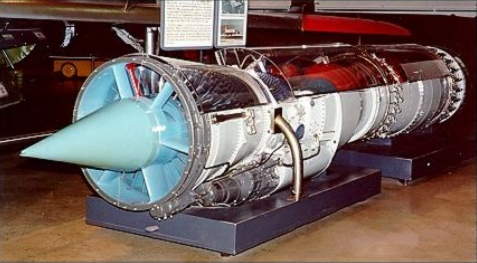
YJ57-P-3 cut-away demonstrator at USAF Museum

JT3Cは、アメリカ空軍の要求に基づきプラット・アンド・ホイットニーで開発されたターボジェットエンジン。アメリカ空軍での識別番号はJ57。
世界で、事実上最初に実用化された二軸式ターボジェットであり、当時の水準を大きく上回る圧縮比12を達成している。

## 概要
T45 ターボプロップエンジンをXB-52に搭載する過程で開発された。B-52の要求に応えるためターボジェットに変更された。JT3Cは初期の推力10,000 lbf (45 kN)であった。
世界最初の実用超音速機・ノースアメリカン F-100に搭載されたことで有名であり、1950年代前半の多くの超音速機のエンジンとして採用された。ただしいずれもマッハ1級機であり、このエンジンを搭載した機体でマッハ2に達した例はない。
派生型としてターボプロップ化したYT-57が開発されていたが、こちらは完成しなかった。もし成功作であればC-132（英語版。C-124 グローブマスター IIのターボプロップ版）への搭載が予定されていた。

## 搭載機
軍用 (J57)
- ボーイング B-52
- ボーイング C-135、KC-135
- コンベア F-102
- コンベア YB-60
- ダグラス A3D
- ダグラス F4D
- ロッキード U-2
- マーチン B-57
- ノースアメリカン F-100
- マクドネル F-101
- ノースロップ SM-62 スナークミサイル
- チャンス・ヴォートF-8

民間用 (JT3C)
- ボーイング707
- ボーイング720
- ダグラス DC-8